# Don Matteo

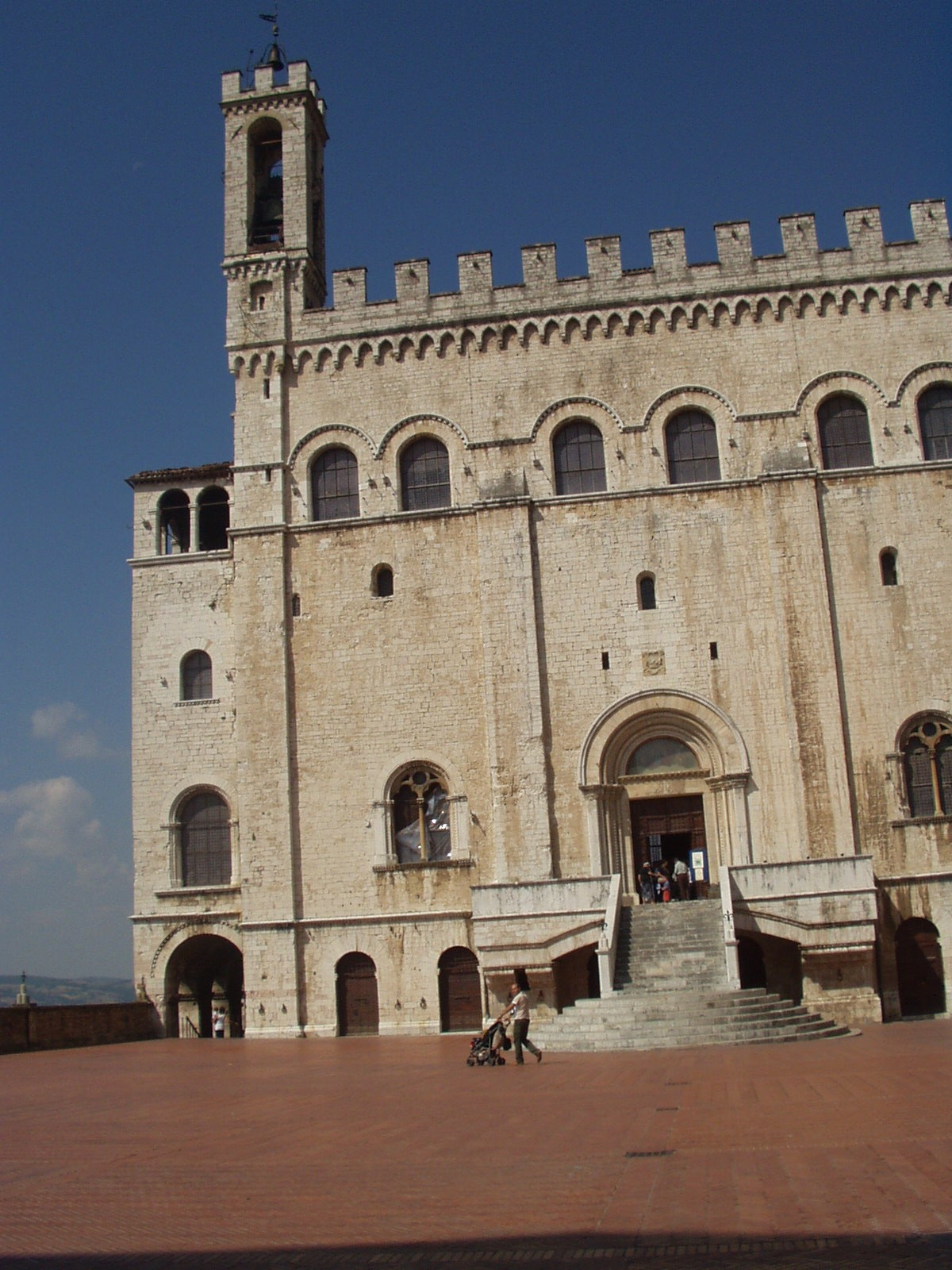
Akcja serialu toczy się w Gubbio

Don Matteo – włoski serial telewizyjny produkowany od 2000 roku przez Lux Vide i Rai Fiction emitowany przez stację telewizyjną Rai Uno.

## Opis
Akcja serialu rozgrywa się w mieście Gubbio w środkowych Włoszech. Przedstawia historię katolickiego księdza tytułowego Matteo Bondini, byłego misjonarza (misje w: Brazylii, USA – głównie na Alasce, Meksyku, Amazonii, w różnych krajach afrykańskich, na Filipinach), a obecnie proboszcza parafii św. Jana, który oprócz zwykłej pracy duszpasterskiej zajmuje się amatorsko rozwiązywaniem zagadek kryminalnych. Służy pomocą i radą miejscowemu korpusowi Karabinierów. Jest też pocieszycielem skruszonych przestępców. Od 9. sezonu akcja dzieje się w parafii św. Eufemii w Spoleto.

## Obsada

### Główne postacie
- ksiądz Matteo Bondini (początkowo Minelli) – Terence Hill (sezon: 1-11)
- sierżant Antonio „Nino” Cecchini – Nino Frassica (sezon: 1-11)
- gospodyni Natalina Diotallevi – Nathalie Guetta (sezon: 1-11)
- kościelny Pippo Gimignani-Zerfati – Francesco Scali (sezon: 1-11)
- kapitan Flavio Anceschi – Flavio Insinna (sezon: 1-5)
- kapitan Giulio Tommasi – Simone Montedoro (sezon: 6-10)
- kapitan Anna Olivieri – Maria Chiara Giannetta (sezon: 11-)

### Postacie, które pojawiły się w różnych sezonach
- Nerino Bertolacci – Claudio Ricci (sezony: 1-4)
- babcia Elide – Evelina Gori (sezony: 1-3)
- Camilla – Sara Santostasi (sezon 4)
- Tommaso – Steven Manetto (sezon 5)
- Laura Respighi – Milena Miconi (sezon 4-5)
- Caterina Cecchini – Caterina Sylos Labini (sezon 2-)
- Patrizia Cecchini – Pamela Saino (sezon 2-8)
- Assuntina Cecchini – Giada Arena (sezon 2-)
- brygadier Ghisoni – Pietro Pulcini (sezon 1-3, 5-)
- aspirant Linetti – Andrea Cereatti (sezon 4)
- Biskup (I) – Gastone Moschin (sezon 1-2)
- Biskup (II) – Renato Carpentieri (sezon 3)

## Spis serii
- Don Matteo (2000) – 16 odcinków.
- Don Matteo II (2001) – 16 odcinków.
- Don Matteo III (2002) – 16 odcinków.
- Don Matteo IV (2004) – 24 odcinki.
- Don Matteo V (2006) – 24 odcinki.
- Don Matteo VI (2008) – 24 odcinki.
- Don Matteo VII (2009) – 24 odcinki.
- Don Matteo VIII (2011) – 24 odcinki.
- Don Matteo IX (2014) – 26 odcinków.
- Don Matteo X (2016) – 26 odcinków.
- Don Matteo XI (2018) – 25 odcinków.
- Don Matteo XII (2020) – 10 odcinków.
- Don Matteo XIII (2022) – 10 odcinków.

## Spis odcinków
| N/o             | Polski tytuł                           | Włoski tytuł                             |
| --------------- | -------------------------------------- | ---------------------------------------- |
|                 |                                        |                                          |
| SERIA PIERWSZA  |                                        |                                          |
|                 |                                        |                                          |
| 001             | Cudzoziemiec                           | Lo straniero                             |
|                 |                                        |                                          |
| 002             | Antyczna róża                          | La rosa antica                           |
|                 |                                        |                                          |
| 003             | Anna                                   | Anna                                     |
|                 |                                        |                                          |
| 004             | Banalna operacja                       | Una banale operazione                    |
|                 |                                        |                                          |
| 005             | Odwaga mówienia                        | Il coraggio di parlare                   |
|                 |                                        |                                          |
| 006             | Czarna owca                            | La mela marcia                           |
|                 |                                        |                                          |
| 007             | Miłość nie zna wieku                   | Amore senza età                          |
|                 |                                        |                                          |
| 008             | Grunt to węch                          | Questione di fiuto                       |
|                 |                                        |                                          |
| 009             | Aktor                                  | L'attore                                 |
|                 |                                        |                                          |
| 010             | Szantaż                                | Il ricatto                               |
|                 |                                        |                                          |
| 011             | Strategia skorpiona                    | La strategia dello scorpione             |
|                 |                                        |                                          |
| 012             | Stan upojenia                          | Stato di ebbrezza                        |
|                 |                                        |                                          |
| 013             | Aniołek                                | Il piccolo angelo                        |
|                 |                                        |                                          |
| 014             | W oczekiwaniu na wyrok                 | In attesa di giudizio                    |
|                 |                                        |                                          |
| 015             | Ogień namiętności                      | Il fuoco della passione                  |
|                 |                                        |                                          |
| 016             | Zbrodnia akademicka                    | Delitto accademico                       |
|                 |                                        |                                          |
| SERIA DRUGA     |                                        |                                          |
|                 |                                        |                                          |
| 017             | Prawdziwe powołanie                    | Mossa d'azzardo                          |
|                 |                                        |                                          |
| 018             | Piętno                                 | Il marchio sulla pelle                   |
|                 |                                        |                                          |
| 019             | Igranie z ogniem                       | Scherzzare col fuoco                     |
|                 |                                        |                                          |
| 020             | Podrywacz                              | Il torpedone                             |
|                 |                                        |                                          |
| 021             | Zepsute jabłko                         | La mela avvelenata                       |
|                 |                                        |                                          |
| 022             | Waga ciężka                            | Peso massimo                             |
|                 |                                        |                                          |
| 023             | Ukąszenie węża                         | Il morso del serpente                    |
|                 |                                        |                                          |
| 024             | Magia Etrusków                         | Questione di fegato                      |
|                 |                                        |                                          |
| 025             | Serce jak lód                          | Cuore di ghiaccio                        |
|                 |                                        |                                          |
| 026             | Porządny człowiek                      | Un uomo onesto                           |
|                 |                                        |                                          |
| 027             | Orkiestra                              | La banda                                 |
|                 |                                        |                                          |
| 028             | Poza grą                               | Fuori gioco                              |
|                 |                                        |                                          |
| 029             | Mag                                    | Il mago                                  |
|                 |                                        |                                          |
| 030             | Islamska żona                          | Moglie e buoi dei peasi tuoi             |
|                 |                                        |                                          |
| 031             | Spowiedź                               | La confessione                           |
|                 |                                        |                                          |
| 032             | Pięć homarów                           | Cinque astici                            |
|                 |                                        |                                          |
| SERIA TRZECIA   |                                        |                                          |
|                 |                                        |                                          |
| 033             | Powrót do przyszłości                  | Il passato ritorna                       |
|                 |                                        |                                          |
| 034             | Bellissima                             | Bellissima                               |
|                 |                                        |                                          |
| 035             | Sekrety serca                          | I segreti del cuore                      |
|                 |                                        |                                          |
| 036             | Skandal                                | Scandalo in città                        |
|                 |                                        |                                          |
| 037             | Zakładnik                              | Sequestro di persona                     |
|                 |                                        |                                          |
| 038             | Zlecenie                               | L'incarico                               |
|                 |                                        |                                          |
| 039             | Afera ze Świętym Mikołajem             | Tre matrimoni e... un Babbo Natale       |
|                 |                                        |                                          |
| 040             | Klinika urody                          | Beauty Farm                              |
|                 |                                        |                                          |
| 041             | Tajemnice klasztoru                    | Il mistero del convento                  |
|                 |                                        |                                          |
| 042             | Miłość Nataliny                        | Natalina innamorata                      |
|                 |                                        |                                          |
| 043             | Na miłość nigdy nie jest za późno      | In amore non è mai troppo tardi          |
|                 |                                        |                                          |
| 044             | Anonim                                 | La lettera anonima                       |
|                 |                                        |                                          |
| 045             | Lot                                    | Il volo                                  |
|                 |                                        |                                          |
| 046             | Strach na scenie                       | Paura in palcoscenico                    |
|                 |                                        |                                          |
| 047             | Król szachów                           | Il re degli scacchi                      |
|                 |                                        |                                          |
| 048             | Świadek                                | Il testimone                             |
|                 |                                        |                                          |
| SERIA CZWARTA   |                                        |                                          |
|                 |                                        |                                          |
| 049             | Zbrodnia w bibliotece                  | Delitto in biblioteca                    |
|                 |                                        |                                          |
| 050             | Zatrute wino                           | Il calice avvelenato                     |
|                 |                                        |                                          |
| 051             | Cena prawdy                            | L'estraneo                               |
|                 |                                        |                                          |
| 052             | Konkurs tańca                          | Gara di ballo                            |
|                 |                                        |                                          |
| 053             | Skradziona miłość                      | L'amore rubato                           |
|                 |                                        |                                          |
| 054             | Dozgonna wdzięczność                   | Un debito per la vita                    |
|                 |                                        |                                          |
| 055             | Serce nie sługa                        | I volteggi del cuore                     |
|                 |                                        |                                          |
| 056             | Więzienna przeszłość                   | Mio padre è stato in carcere             |
|                 |                                        |                                          |
| 057             | Torba                                  | La valigia                               |
|                 |                                        |                                          |
| 058             | Tajne śledztwo                         | Indagine riservata                       |
|                 |                                        |                                          |
| 059             | Śmierć o świcie                        | Morte all'alba                           |
|                 |                                        |                                          |
| 060             | Kampania wyborcza                      | Campagna elettorale                      |
|                 |                                        |                                          |
| 061             | Tajemnice i kłamstwa                   | Misteri e bugie                          |
|                 |                                        |                                          |
| 062             | Śmierć na żywo                         | Delitto in diretta                       |
|                 |                                        |                                          |
| 063             | Za kulisami                            | Dietro il sipario                        |
|                 |                                        |                                          |
| 064             | Paragraf 23                            | Comma 23                                 |
|                 |                                        |                                          |
| 065             | Cenny towar                            | Merce preziosa                           |
|                 |                                        |                                          |
| 066             | Talent                                 | Il dono                                  |
|                 |                                        |                                          |
| 067             | Samosąd                                | La legge del caso                        |
|                 |                                        |                                          |
| 068             | W kręgu podejrzeń                      | Il sospetto                              |
|                 |                                        |                                          |
| 069             | Samotne serca                          | Cuori solitari                           |
|                 |                                        |                                          |
| 070             | Krowy tłuste, krowy chude              | Vacche grasse, vacche magre              |
|                 |                                        |                                          |
| 071             | Żłobek na plebanii                     | Il delitto del biberon                   |
|                 |                                        |                                          |
| 072             | Trzy strzały w mroku                   | Tre spari nel buio                       |
|                 |                                        |                                          |
| SERIA PIĄTA     |                                        |                                          |
|                 |                                        |                                          |
| 073             | Rozrachunki z przeszłością             | I conti col passato                      |
|                 |                                        |                                          |
| 074             | Niebezpieczne wróżby                   | Tarocchi di sangue                       |
|                 |                                        |                                          |
| 075             | Światło księżyca                       | Al chiaro di luna                        |
|                 |                                        |                                          |
| 076             | Falsyfikat                             | Falso d'autore                           |
|                 |                                        |                                          |
| 077             | Ostatnia zagadka                       | Ultimo enigma                            |
|                 |                                        |                                          |
| 078             | Angielski turysta                      | Turista inglese                          |
|                 |                                        |                                          |
| 079             | Obrona konieczna                       | Legittima difesa                         |
|                 |                                        |                                          |
| 080             | Śmiech to zdrowie                      | La forza del sorriso                     |
|                 |                                        |                                          |
| 081             | Ostatnia zdobycz                       | Ultima preda                             |
|                 |                                        |                                          |
| 082             | Spokojna niedziela                     | Una domenica tranquilla                  |
|                 |                                        |                                          |
| 083             | Stracone złudzenia                     | Il sogno spezzato                        |
|                 |                                        |                                          |
| 084             | Błądzić rzecz ludzka                   | Errore umano                             |
|                 |                                        |                                          |
| 085             | Bal debiutantek                        | Il ballo delle debuttanti                |
|                 |                                        |                                          |
| 086             | Zatruta woda                           | Acque avvelenate                         |
|                 |                                        |                                          |
| 087             | Prosto z nieba                         | Caduta dal cielo                         |
|                 |                                        |                                          |
| 088             | Wymarzony domek                        | Sogni e bisogni                          |
|                 |                                        |                                          |
| 089             | Zanik pamięci                          | Vuoto di memoria                         |
|                 |                                        |                                          |
| 090             | Uporczywe plany                        | Panni sporchi                            |
|                 |                                        |                                          |
| 091             | Arabeska                               | Arabesque                                |
|                 |                                        |                                          |
| 092             | Śmierć w stadninie                     | Il cavallo vincente                      |
|                 |                                        |                                          |
| 093             | Sąd ostateczny                         | Il giudizio universale                   |
|                 |                                        |                                          |
| 094             | Za głosem serca                        | Le elezioni del cuore                    |
|                 |                                        |                                          |
| 095             | Skradzione listy                       | La posta in gioco                        |
|                 |                                        |                                          |
| 096             | Opóźniony wyjazd                       | Falsa partenza                           |
|                 |                                        |                                          |
| SERIA SZÓSTA    |                                        |                                          |
|                 |                                        |                                          |
| 097             | Witaj w domu Don Matteo                | Bentornato don Matteo                    |
|                 |                                        |                                          |
| 098             | Aromat kawy                            | Profumo di caffè                         |
|                 |                                        |                                          |
| 099             | Czekolada                              | Cioccolata                               |
|                 |                                        |                                          |
| 100             | Pokój aniołka                          | La stanza di un angelo                   |
|                 |                                        |                                          |
| 101             | Mała Kubistka                          | La minicubista                           |
|                 |                                        |                                          |
| 102             | Śmierć Bajarza                         | Morte di un cantastorie                  |
|                 |                                        |                                          |
| 103             | Kolarski rytm                          | Il ritmo dei pedali                      |
|                 |                                        |                                          |
| 104             | Sprawa psa zaginionego w samo południe | Il caso del cane scomparso a mezzogiorno |
|                 |                                        |                                          |
| 105             | Muśniecie różu                         | Un tocco di fard                         |
|                 |                                        |                                          |
| 106             | Klinika Cholistyczna                   | Trattamento di benessere                 |
|                 |                                        |                                          |
| 107             | Niespokojny duch                       | Uno spirito inquieto                     |
|                 |                                        |                                          |
| 108             | Cudze tajemnice                        | I segreti degli altri                    |
|                 |                                        |                                          |
| 109             | Francesca i wilk                       | Francesca e il lupo                      |
|                 |                                        |                                          |
| 110             | Karuzela życzeń                        | La giostra dei desideri                  |
|                 |                                        |                                          |
| 111             | To ja cie uratuje                      | Io ti salverò                            |
|                 |                                        |                                          |
| 112             | Walentynki Nataliny                    | Un San Valentino per Natalina            |
|                 |                                        |                                          |
| 113             | Skradziony sen                         | Un sogno rubato                          |
|                 |                                        |                                          |
| 114             | Bliskie spotkania                      | Incontri ravvicinati                     |
|                 |                                        |                                          |
| 115             | Brat Nataliny                          | Il fratello di Natalina                  |
|                 |                                        |                                          |
| 116             | Kryzys sentymentalny                   | Crisi sentimentale                       |
|                 |                                        |                                          |
| 117             | Dobry rok                              | Una buona annata                         |
|                 |                                        |                                          |
| 118             | Skarb Orfeusza                         | Il tesoro di Orfeo                       |
|                 |                                        |                                          |
| 119             | Dobre dzieciaki                        | Bravi ragazzi                            |
|                 |                                        |                                          |
| 120             | Trudna próba dla Don Mattea            | Una dura prova per don Matteo            |
|                 |                                        |                                          |
| SERIA SIÓDMA    |                                        |                                          |
|                 |                                        |                                          |
| 121             | Ostatni Skok                           | L'ultimo salto                           |
|                 |                                        |                                          |
| 122             | Zawód: nauczyciel                      | Il mestiere di crescere                  |
|                 |                                        |                                          |
| 123             | Niedźwiedzi trop                       | Orma d'orso                              |
|                 |                                        |                                          |
| 124             | Dziewczyna bez imienia                 | La ragazza senza nome                    |
|                 |                                        |                                          |
| 125             | Głupi żart                             | Non è uno scherzo                        |
|                 |                                        |                                          |
| 126             | Liczby pierwsze                        | Numeri primi                             |
|                 |                                        |                                          |
| 127             | Za klasztornymi murami                 | Dietro le mura del convento              |
|                 |                                        |                                          |
| 128             | Kochany tatusiu                        | Caro papà                                |
|                 |                                        |                                          |
| 129             | Honorowa sprawa                        | Questione d'onore                        |
|                 |                                        |                                          |
| 130             | Nigdy nie mów trzydzieści              | Mai dire trenta                          |
|                 |                                        |                                          |
| 131             | Obrączka                               | L'anello                                 |
|                 |                                        |                                          |
| 132             | Kto zabił siedzącego byka?             | Chi ha ucciso Toro Seduto?               |
|                 |                                        |                                          |
| 133             | Ambitne cele                           | Mete ambiziose                           |
|                 |                                        |                                          |
| 134             | Rocznica                               | L'anniversario                           |
|                 |                                        |                                          |
| 135             | Zatańcz ze mną                         | Balla con me                             |
|                 |                                        |                                          |
| 136             | Wyścig z czasem                        | Corsa contro il tempo                    |
|                 |                                        |                                          |
| 137             | Na złej drodze                         | La cattiva strada                        |
|                 |                                        |                                          |
| 138             | Przyjemna pogawędka                    | Amabile chiacchierata                    |
|                 |                                        |                                          |
| 139             | Doskonała                              | Pefetta                                  |
|                 |                                        |                                          |
| 140             | Tango                                  | Tango                                    |
|                 |                                        |                                          |
| 141             | Może powiem tacie?                     | Perchè non lo diciamo a papà?            |
|                 |                                        |                                          |
| 142             | Rozterki serca                         | Sai chi viene a cena?                    |
|                 |                                        |                                          |
| 143             | Kwiaty dla Nataliny                    | Una margherita per Natalina              |
|                 |                                        |                                          |
| 144             | To co najcenniejsze                    | Ad ogni costo                            |
|                 |                                        |                                          |
| SERIA ÓSMA      |                                        |                                          |
|                 |                                        |                                          |
| 145             | To była moja córka...                  | Era mia figlia                           |
|                 |                                        |                                          |
| 146             | Rave party                             | Rave party                               |
|                 |                                        |                                          |
| 147             | Dowód miłości                          | Prova d'amore                            |
|                 |                                        |                                          |
| 148             | Człowiek, który potrafił latać         | L'uomo che sapeva volare                 |
|                 |                                        |                                          |
| 149             | Powrót                                 | Il ritorno                               |
|                 |                                        |                                          |
| 150             | Troje bratanków i niania               | Tre nipoti e una tata                    |
|                 |                                        |                                          |
| 151             | Miłość Severiono                       | Severino innamorato                      |
|                 |                                        |                                          |
| 152             | Inne życie                             | Un'altra vita                            |
|                 |                                        |                                          |
| 153             | Wyjdź za mnie                          | Sposami                                  |
|                 |                                        |                                          |
| 154             | Lewy cios                              | Tiro mancino                             |
|                 |                                        |                                          |
| 155             | Teść ma zawsze racje                   | Il suocero ha sempre ragione             |
|                 |                                        |                                          |
| 156             | Sekrety Gubbio                         | I segreti di Gubbio                      |
|                 |                                        |                                          |
| 157             | Wybór życia                            | Scelta di vita                           |
|                 |                                        |                                          |
| 158             | Generacja Y                            | Generazione Y                            |
|                 |                                        |                                          |
| 159             | Najszczęśliwszy dzień                  | Il giorno più bello                      |
|                 |                                        |                                          |
| 160             | Dziecko cud                            | La bambina del miracolo                  |
|                 |                                        |                                          |
| 161             | Starzy przyjaciele                     | Vecchie amiche                           |
|                 |                                        |                                          |
| 162             | Sporne dziecko                         | Il bambino conteso                       |
|                 |                                        |                                          |
| 163             | Cień podejrzenia                       | L'ombra del sospetto                     |
|                 |                                        |                                          |
| 164             | Postępowanie córki                     | Indagine su una figlia                   |
|                 |                                        |                                          |
| 165             | Miłość nie wystarczy                   | L'amore non basta                        |
|                 |                                        |                                          |
| 166             | Zdrada                                 | Tradimenti                               |
|                 |                                        |                                          |
| 167             | Wszystko stracone                      | Tutto è perduto                          |
|                 |                                        |                                          |
| 168             | Don Matteo oskarżony                   | Don Matteo sotto accusa                  |
|                 |                                        |                                          |
| SERIA DZIEWIĄTA |                                        |                                          |
|                 |                                        |                                          |
| 169             | Nowy początek                          | Un nuovo inizio                          |
|                 |                                        |                                          |
| 170             | Druga żona                             | La seconda moglie                        |
|                 |                                        |                                          |
| 171             | Świadek oskarżenia                     | Testimone d'accusa                       |
|                 |                                        |                                          |
| 172             | Dowód miłości                          | Prove d'amore                            |
|                 |                                        |                                          |
| 173             | Zapis życia                            | Il record della vita                     |
|                 |                                        |                                          |
| 174             | Nie z tego świata                      | Fuori dal mondo                          |
|                 |                                        |                                          |
| 175             | Odwaga córki                           | Il coraggio di una figlia                |
|                 |                                        |                                          |
| 176             | Życie na drucie                        | Una vita sul filo                        |
|                 |                                        |                                          |
| 177             | Ostatni strzał                         | L'ultimo colpo                           |
|                 |                                        |                                          |
| 178             | Cyberbulli                             | Cyberbulli                               |
|                 |                                        |                                          |
| 179             | Sąsiedzi są bardzo daleko              | Vicini e incredibilmente lontani         |
|                 |                                        |                                          |
| 180             | Tracąc zakład                          | Scommessa perdente                       |
|                 |                                        |                                          |
| 181             | Cena Miłości                           | Il prezzo dell'amore                     |
|                 |                                        |                                          |
| 182             | Zagraniczni                            | La straniera                             |
|                 |                                        |                                          |
| 183             | Sprawa Priorytetowa                    | Questione di priorità                    |
|                 |                                        |                                          |
| 184             | Wybór                                  | La scelta                                |
|                 |                                        |                                          |
| 185             | Oskarżony                              | Sotto accusa                             |
|                 |                                        |                                          |
| 186             | Wizjoner                               | La veggente                              |
|                 |                                        |                                          |
| 187             | Dziecko Walczy                         | Il bambino conteso                       |
|                 |                                        |                                          |
| 188             | Mój Syn                                | Mio figlio                               |
|                 |                                        |                                          |
| 189             | Rodzinny interes                       | Affari di famiglia                       |
|                 |                                        |                                          |
| 190             | Nic do stracenia                       | Niente da perdere                        |
|                 |                                        |                                          |
| 191             | Prawdziwa historia                     | Una favola vera                          |
|                 |                                        |                                          |
| 192             | Powrót Alma                            | Il ritorno di Alma                       |
|                 |                                        |                                          |
| 193             | Stare wspomnienia                      | Vecchi ricordi                           |
|                 |                                        |                                          |
| 194             | Żegnaj Natalio                         | Addio Natalina!                          |
|                 |                                        |                                          |

## Nagrody i wyróżnienia
Na 42 Międzynarodowym Festiwalu Telewizyjnym w Monte Carlo odtwórca głównej roli Terence Hill otrzymał nagrodę dla Najlepszego Aktora Roku. Producent serialu Alessandro Jacchia, otrzymał nagrodę dla Najlepszego Producenta Europejskiego Serialu Telewizyjnego.

## Adaptacje w innych krajach
W 2008 roku powstała polska wersja serialu, zatytułowana Ojciec Mateusz, w której w tytułową rolę księdza-detektywa wcielił się Artur Żmijewski. Zdjęcia do serialu kręcone są w Sandomierzu – który według producentów przypomina włoskie miasto Gubbio, gdzie rozgrywa się akcja oryginalnej wersji. Lokalna adaptacja serialu powstała także w Rosji.